# III. Perdikkasz makedón király
III. Perdikkasz Makedónia uralkodója. III. Amüntasz (Kr. e. 393-370) fia.
Kr. e. 365-ben jutott trónra, miután elűzte unokafivérét, a kormányzó Ptolemaiosz Aloroszt (Kr. e. 367-365). Uralkodása rövid volt, jobbára háborúkkal telt. Kr. e. 359-ben az ország nyugati területeit fosztogató, I. Bardülisz király vezette illírek ellen vonult hadba. A csatában 4000 harcosával együtt elesett, egyes korabeli források szerint maga Bardülisz ölte meg. Halálával a hatalom öccsére, kiskorú fia, IV. Amüntasz (Kr. e. 359-356) gyámjára, II. Philipposzra szállt.